# Consonant dental
Una consonant dental (o simplement dental en l'àmbit de la fonètica) és aquella consonant que s'articula mitjançant el contacte o l'acostament de l'àpex de la llengua i la part interior de les dents incisives superiors. En algunes llengües els fonemes /d/, /t/, /n/, o /l/ són dentals, encara que aquests símbols també poden representar sons alveolars en l'Alfabet fonètic internacional; amb l'excepció de les fricatives, l'AFI representa les consonants dentals, alveolars, i postalveolars (les consonants coronals) amb les mateixes lletres atès que és poc comú que sigui necessari distingir-les per a transcriure la parla; hi ha un diacrític (̪, U+032A) que s'usa per a indicar el punt d'articulació dental si és necessari especificar.
En català, els fonemes /d/ i /t/ són dentals, mentre que /l/ i /n/ típicament són alveolars, encara que es realitzen com dentals /l̪/ i /n̪/ si precedeixen consonants dentals.

## Exemples de consonants dentals
Les consonants dentals representades en l'AFI són:
| AFI | Descripció                       | Exemple    | Exemple    | Exemple     | Exemple    |
| AFI | Descripció                       | Llengua    | Ortografia | AFI         | Significat |
| --- | -------------------------------- | ---------- | ---------- | ----------- | ---------- |
| n̪   | nasal dental                     | català     | muntanya   | [mũn̪t̪aɲə]   | muntanya   |
| t̪   | oclusiva dental sorda            | català     | toc        | [t̪ɔk]       | toc        |
| d̪   | oclusiva dental sonora           | català     | dona       | [d̪ɔ̃n̪ə]      | dona       |
| s̪   | fricativa dental sibilant sorda  | polonès    | kosa       | [kɔs̪a]      | dalla      |
| z̪   | fricativa dental sibilant sonora | polonès    | koza       | [kɔz̪a]      | cabra      |
| θ   | fricativa interdental sorda      | anglès     | thing      | [θɪŋ]       | cosa       |
| ð   | fricativa interdental sonora     | anglès     | this       | [ðɪs]       | aquest     |
| ð̞   | aproximant dental                | català     | moda       | [mɔð̞ə]      | moda       |
| l̪   | aproximant dental lateral        | castellà   | alto       | [al̪t̪o]      | alt        |
| ɾ̪   | bategant dental                  |            |            |             |            |
| r̪   | vibrant dental                   | marshallès | Ebadon     | [ebˠɑr̪ˠon̪]  | Ebadon     |
| t̪ʼ  | ejectiva dental                  |            |            |             |            |
| ɗ̪   | implosiva dental sonora          |            |            |             |            |
| ǀ   | clic dental                      | xosa       | ukúcola    | [ukʼúkǀola] | moldre     |